# Lo pitó (olivera)
Lo pitó, genèticament parlant, és una varietat d'olivera gairebé única al món de la qual n'hi ha algun altre exemplar més jove a la comarca de la Ribera d'Ebre i al mateix temps lo pitó és també un arbre mil·lenari concret que es pot visitar dins el terme municipal d'Ascó i que és l'espècimen primer del qual aquesta varietat tan reduïda en nombre d'exemplars pren el nom. Segons Ascó Turisme, l'exemplar anomenat lo pitó és l'olivera amb la capçada més gran de Catalunya (54 metres), compta amb una circumferència de soca de 12 metres, i ha arribat a produir 256 litres d'oli en una sola temporada.

## Característiques agronòmiques
Les olives de la varietat lo pitó es fan servir per produir oli.